# Tajemnica mojego sukcesu
Tajemnica mojego sukcesu (ang. The Secret of My Success, czasami stylizowany jako The Secret of My Succe$s) – amerykański film komediowy z 1987 roku napisany przez Jima Casha i A.J. Carothersa oraz wyreżyserowany przez Herberta Rossa. Wyprodukowany przez Universal Pictures.
Premiera filmu miała miejsce 10 kwietnia 1987 roku w Stanach Zjednoczonych.

## Opis fabuły
Brantley Foster (Michael J. Fox) pracuje jako posłaniec w oddziale pocztowym wielkiego koncernu. Przypadkowo poznaje Christy Wills (Helen Slater). Zdaje sobie sprawę, że w zwykłym biurowym kitlu zarówno w pracy, jak i w miłości nie ma szans. Zajmuje wolne pomieszczenie biurowe, pożycza elegancki garnitur i rozpoczyna urzędowanie.

## Obsada
- Michael J. Fox jako Brantley Foster
- Helen Slater jako Christy Wills
- Richard Jordan jako Howard Prescott
- Margaret Whitton jako Vera Pemrose Prescott
- John Pankow jako Fred Melrose
- Fred Gwynne jako Donald Davenport
- Gerry Bamman jako Art Thomas
- Carol Ann Susi jako Jean
- Drew Snyder jako Burt Foster
- Elizabeth Franz jako Grace Foster
- Christopher Murney jako Barney Rattigan
- Mercedes Ruehl jako Sheila
- Cindy Crawford jako ona sama (niewymieniona w czołówce)

i inni